# Ataenius circulusbrumalis
Ataenius circulusbrumalis är en skalbaggsart som beskrevs av Rudolph Petrovitz 1964. Ataenius circulusbrumalis ingår i släktet Ataenius och familjen Aphodiidae. Inga underarter finns listade.